# Nomada semiscita
Nomada semiscita är en biart som beskrevs av Cockerell 1904. Nomada semiscita ingår i släktet gökbin, och familjen långtungebin. Inga underarter finns listade i Catalogue of Life.